# Bettingerode
Bettingerode [ˈbɛ.tɪŋəˌʁoːdə] ist ein Ortsteil der niedersächsischen Stadt Bad Harzburg am Nordrand des Harzes. Er liegt 4 km nördlich vom Kernbereich von Bad Harzburg entfernt.

## Geografie

### Lage und Ortsbild
Bettingerode befindet sich auf einer Höhe zwischen 175 m ü. NHN und 190 m ü. NHN in einem Tal des Harzburger Harzvorlandes, das von der Schamlah durchflossen wird. Das Dorf liegt zwei Kilometer nordöstlich von Westerode, fünf Kilometer östlich von Harlingerode und drei Kilometer südwestlich von Lochtum in der dünn besiedelten Osthälfte des Bad Harzburger Stadtgebiets. Die Feldmark erlaubt einen guten Blick auf den Harz und insbesondere den Butterberg, der sich markant im Süden bemerkbar macht. Verschiedene Bäche und Gräben fließen hier in die Schamlah ein, die wichtigsten sind der Maschbach aus Westerode und der Lehmgrundsgraben.
Sieht man vom Südteil ab, der in der Nachkriegszeit als Wohnraum für Ostvertriebene entstanden ist (Schlesierring), besteht Bettingerode vollständig aus einem historischen Ortskern. Die Bauernhäuser sind hier an die örtliche Hauptstraße auf der einen und dem Schamlahbach auf der anderen Seite ausgerichtet, sodass Bettingerode als historisches Straßendorf klassifiziert werden kann.
Die zwei Kilometer westlich gelegene Siedlung Gut Radau und das vier Kilometer entfernt gelegene Gehöft Altfelder Krug gehören aus statistischen Gründen zu Bettingerode.

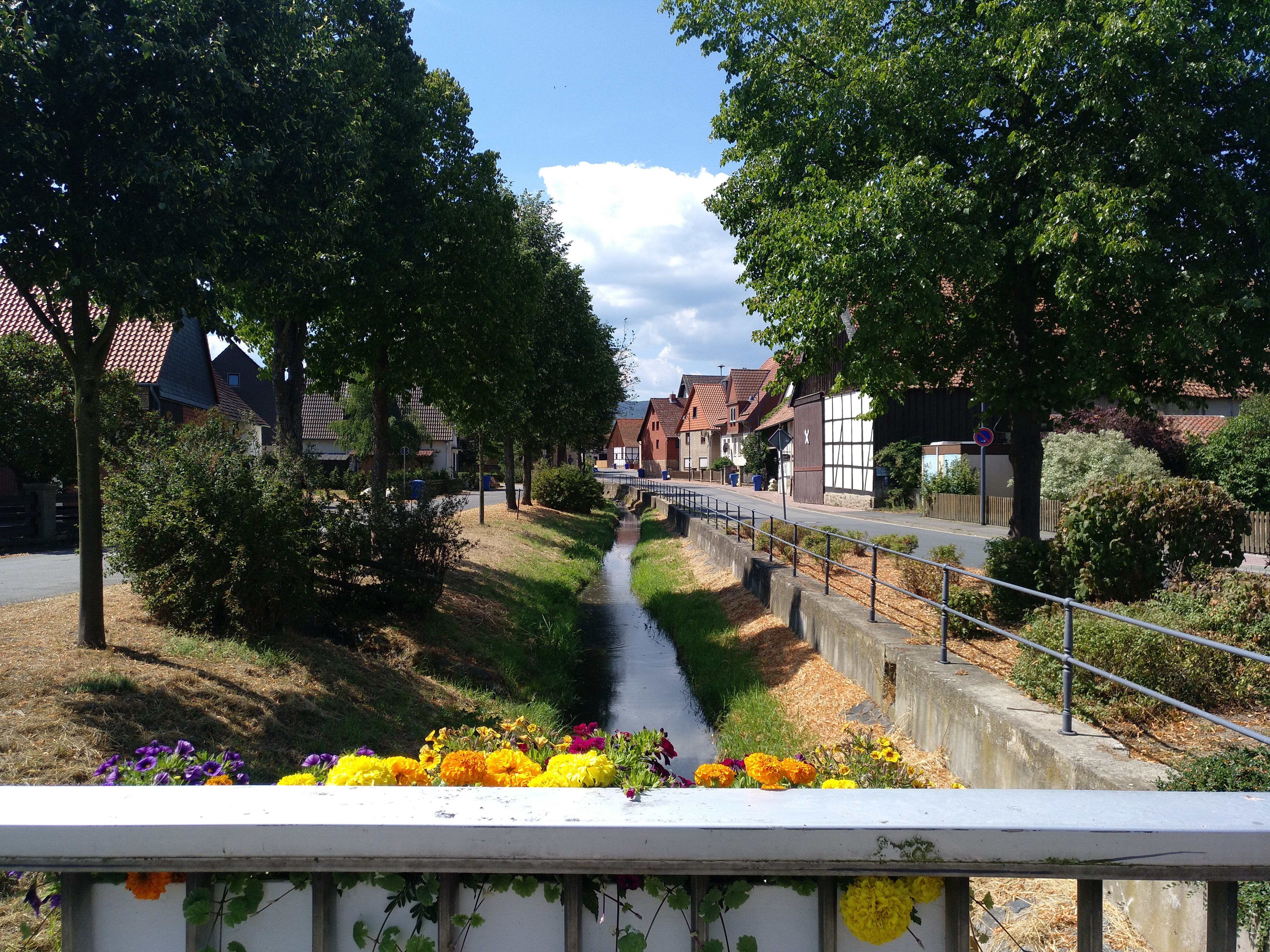
Schamlah im Ortskern
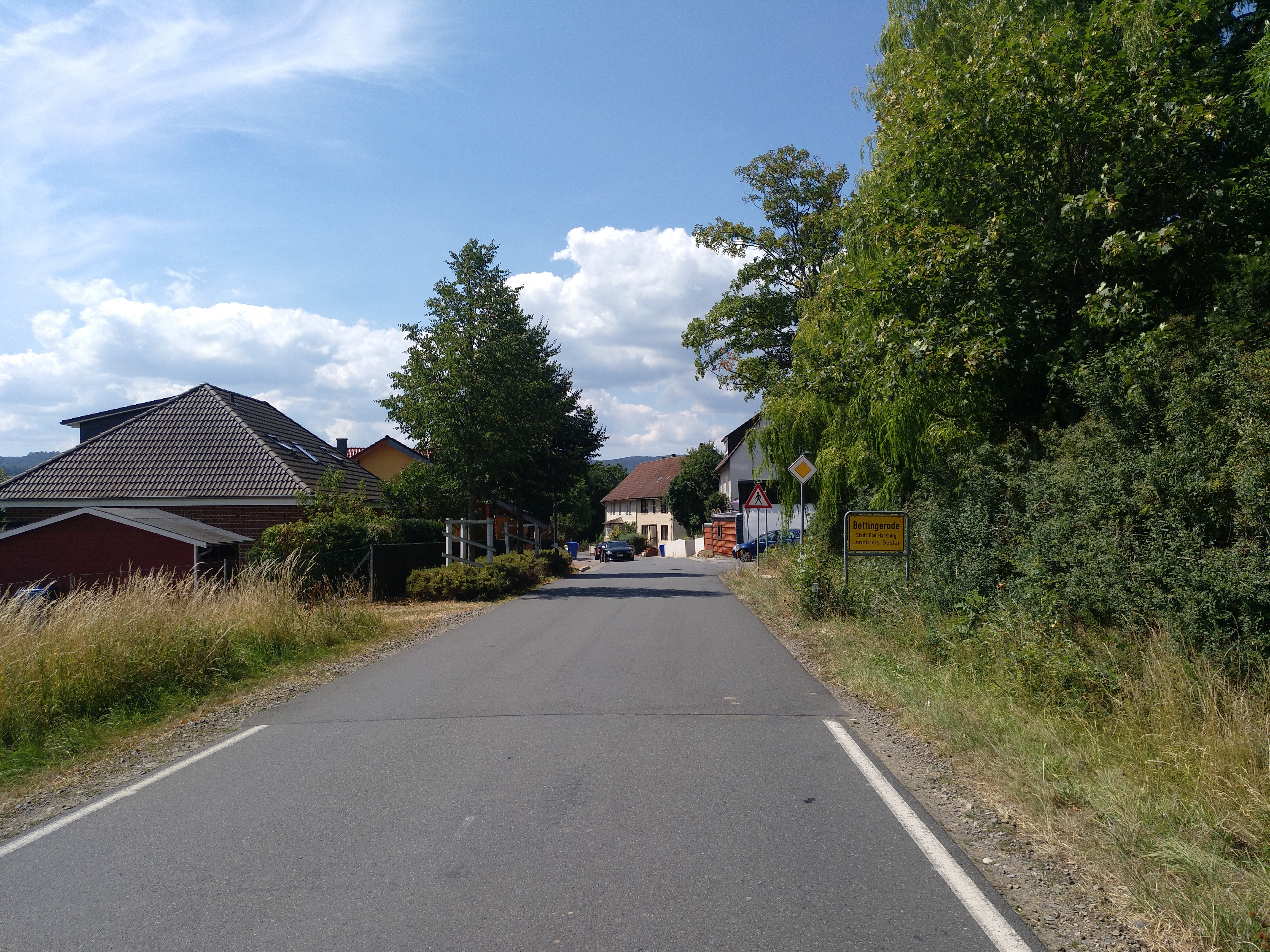
Ortseinfahrt aus Richtung Lochtum

### Nachbarorte
| Vienenburg                        | Wiedelah Lochtum                            | Lüttgenrode Wennerode Abbenrode    |
| Gut Radau Radauanger Harlingerode | Kompassrose, die auf Nachbargemeinden zeigt | Altfelder Krug Eckertal Stapelburg |
| Westerode Schlewecke Bündheim     | Bad Harzburg                                |                                    |

## Geschichte

### Frühgeschichte/Etymologie

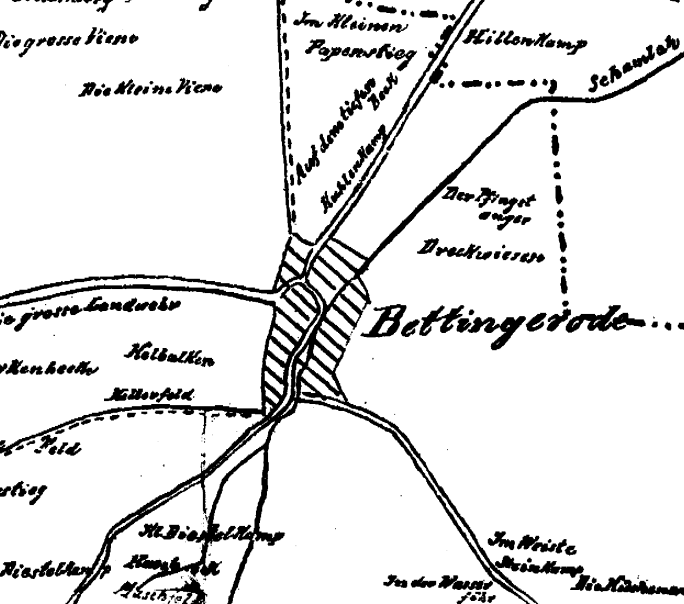
Bettingerode im Jahre 1910

Das Bestimmungswort des Ortsnamens wird auf den Personennamen Badu zurückgeführt, der einer urgermanischen Wurzel *badwō entstammt und der so viel wie Kampf bedeutet. Das Wort besteht im Isländischen böð, Norwegisch bad und Schwedisch badd, ba bis heute fort. Das Grundwort -rode des Ortsnamens leitet sich aus dem altsächsischen Begriff für eine Rodung ab. Speziell im Gebiet um den Harz findet man in Ortsnamen häufig das Grundwort -ingerode, das in dieser Region in Verbindung mit Personennamen anstelle von -rode verwendet wird.
In der ersten überlieferten Nennung von Heinrich II. an die Königspfalz Werla im Jahre 1013 wird der Ort als Redingaroth (eine Falschschreibung von Bedingaroth) bezeichnet. Weitere Nennungen des Ortes sind:
- 1018: Beddinge[3]
- 1129: Botingeroth
- 1174/1195: Bettingeroth
- 1265: Bettingerod
- 13./14. Jahrhundert: Bettingerode, Bedtingerode, Bettyngerode

Historisch gehörte die Ortschaft bis 1972 zum Amt Harzburg. Bettingerode wird 1407 und 1436 als Lehen der Grafen Schwiecheldt zu Wernigerode und ab 1542 als zum Herzogtum Braunschweig gehörig bezeichnet.
Im Zeitraum um 1500 fielen in der Bettingeröder Feldmark die Orte Bintingerode/Halbertingerode (vor 1506) und Kulingerode (vor 1468) wüst. Bintingerode, das auch unter dem Namen Puerinnenroth genannt wurde, bildete den gemeinsamen Nennungen nach wahrscheinlich eine politische und räumliche Einheit mit Halbertingerode. Die Orte befanden sich westlich der Ecker, liegen also wahrscheinlich zwischen Bettingerode und Stapelburg. Kulingerode befand sich südlich von Abbenrode im oder am Schimmerwald.

### Neuzeit
Der Kircheninschrift nach wurde Bettingerode um 1600 vollständig niedergebrannt.
Im Jahre 1852 besaß Bettingerode 506 Einwohner, 46 Feuerstellen, ein Pastorat, eine Kirche, vier Ackerhöfe, acht Karrenführhöfe, 5 Großkötherhöfe und 9 Kleinkötherhöfe.
1923 wurde die örtliche Feuerwehr gegründet.
Nach dem Zweiten Weltkrieg wurde Heinrich Deutsch als erster Ortsbürgermeister in Bettingerode ernannt.
Am 1. Juli 1972 wurde Bettingerode in die Stadt Bad Harzburg eingegliedert.
Zwischen 2002 und 2008 wurde in Bettingerode ein Dorferneuerungsprogramm durchgeführt.
Im Juni 2013 feierte Bettingerode sein 1000-jähriges Bestehen.

### Bevölkerungsentwicklung
Bedingt durch seine dörfliche Struktur litt die Ortschaft Bettingerode mehrere Jahrzehnte unter einem starken Einwohnerschwund. Seit 2014 zeigt Bettingerode bis 2017 jedoch eine positive Einwohnerentwicklung und konnte in der Zwischenzeit von 432 Einwohnern (2014) auf 440 (2017) steigern. Zum 30. Juni 2018 war sie wieder im Fallen begriffen.
| Bad Harzburg-Bettingerode – Bevölkerungsentwicklung seit 1798                                                         | Bad Harzburg-Bettingerode – Bevölkerungsentwicklung seit 1798                                                                    | Bad Harzburg-Bettingerode – Bevölkerungsentwicklung seit 1798 | Bad Harzburg-Bettingerode – Bevölkerungsentwicklung seit 1798 | Bad Harzburg-Bettingerode – Bevölkerungsentwicklung seit 1798 | Bad Harzburg-Bettingerode – Bevölkerungsentwicklung seit 1798 | Bad Harzburg-Bettingerode – Bevölkerungsentwicklung seit 1798 | Bad Harzburg-Bettingerode – Bevölkerungsentwicklung seit 1798 | Bad Harzburg-Bettingerode – Bevölkerungsentwicklung seit 1798 |
| Entwicklung | Jahr | Einwohner                                                     | Jahr                                                          | Einwohner                                                     | Jahr                                                          | Einwohner                                                     | Jahr                                                          | Einwohner                                                     |
| --- | --- | ------------------------------------------------------------- | ------------------------------------------------------------- | ------------------------------------------------------------- | ------------------------------------------------------------- | ------------------------------------------------------------- | ------------------------------------------------------------- | ------------------------------------------------------------- |
| Hier fehlt eine Grafik, die leider im Moment aus technischen Gründen nicht angezeigt werden kann. Wir arbeiten daran! | 1798 | 329                                                           | 1949                                                          | 986                                                           | 2011                                                          | 436                                                           | 2019                                                          | 397                                                           |
| Hier fehlt eine Grafik, die leider im Moment aus technischen Gründen nicht angezeigt werden kann. Wir arbeiten daran! | 1818 | 387                                                           | 1965                                                          | 740                                                           | 2012                                                          | 438                                                           | 2020                                                          | 409                                                           |
| Hier fehlt eine Grafik, die leider im Moment aus technischen Gründen nicht angezeigt werden kann. Wir arbeiten daran! | 1852 | 506                                                           | 1979                                                          | 598                                                           | 2013                                                          | 434                                                           | 2021                                                          | 409                                                           |
| Hier fehlt eine Grafik, die leider im Moment aus technischen Gründen nicht angezeigt werden kann. Wir arbeiten daran! | 1877 | 541                                                           | 2005                                                          | 487                                                           | 2014                                                          | 432                                                           | 0                                                             | 0                                                             |
| Hier fehlt eine Grafik, die leider im Moment aus technischen Gründen nicht angezeigt werden kann. Wir arbeiten daran! | 1910 | 601                                                           | 2007                                                          | 470                                                           | 2015                                                          | 435                                                           | 0                                                             | 0                                                             |
| Hier fehlt eine Grafik, die leider im Moment aus technischen Gründen nicht angezeigt werden kann. Wir arbeiten daran! | 1925 | 566                                                           | 2008                                                          | 467                                                           | 2016                                                          | 439                                                           | 0                                                             | 0                                                             |
| Hier fehlt eine Grafik, die leider im Moment aus technischen Gründen nicht angezeigt werden kann. Wir arbeiten daran! | 1933 | 564                                                           | 2009                                                          | 460                                                           | 2017                                                          | 440                                                           | 0                                                             | 0                                                             |
| Hier fehlt eine Grafik, die leider im Moment aus technischen Gründen nicht angezeigt werden kann. Wir arbeiten daran! | 1939 | 529                                                           | 2010                                                          | 453                                                           | 2018                                                          | 392                                                           | 0                                                             | 0                                                             |
| Hier fehlt eine Grafik, die leider im Moment aus technischen Gründen nicht angezeigt werden kann. Wir arbeiten daran! | jeweils zum 31. Dezember des Jahres Quelle: 1798, 1818, 1852, 1877, 1885–1939, 1910, 1949 und 1965, 1979, danach, 2018 und 2019. |                                                               |                                                               |                                                               |                                                               |                                                               |                                                               |                                                               |

## Kultur und Sehenswürdigkeiten

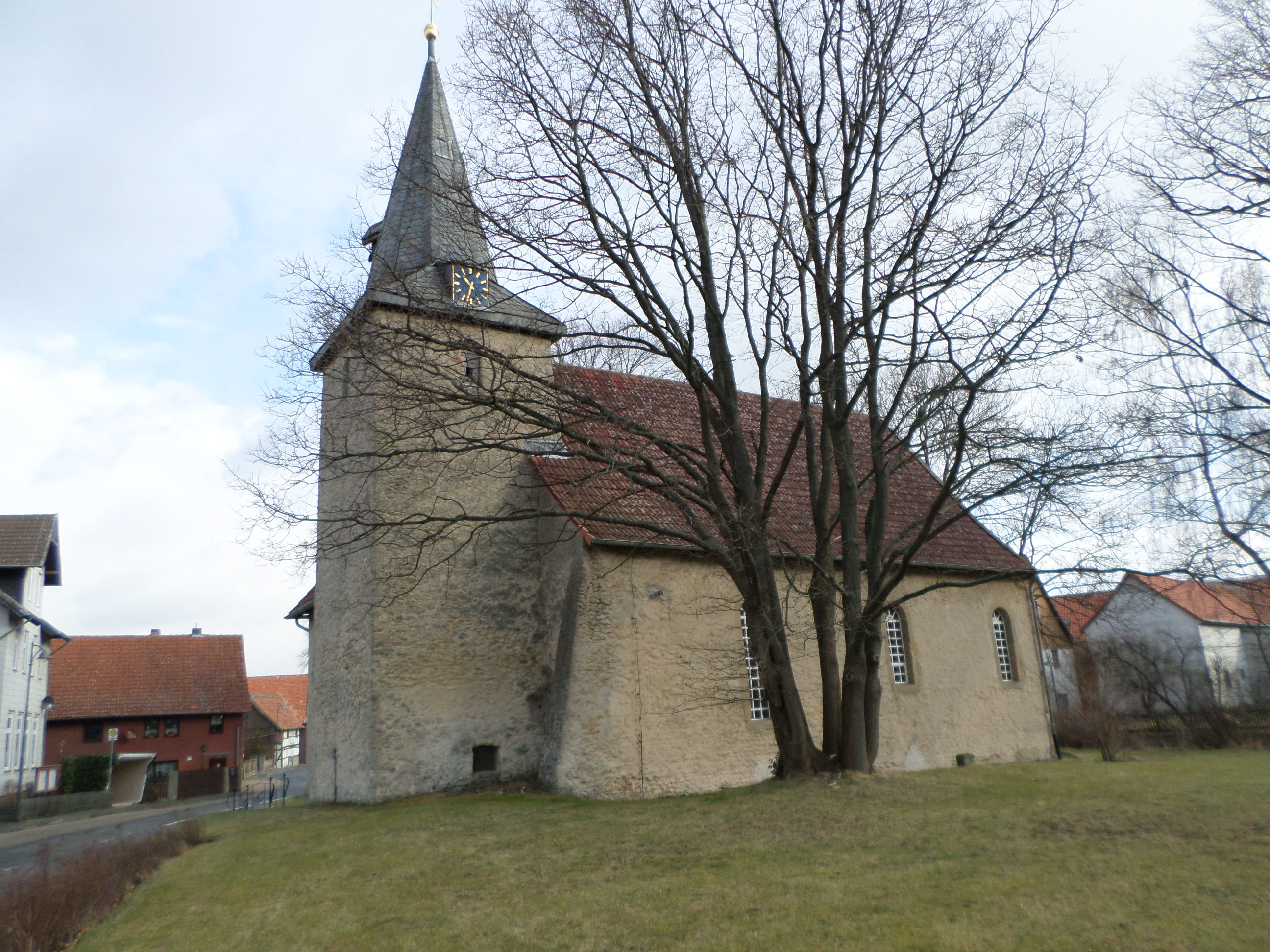
Bettingeröder Dorfkirche, ältestes Gebäude in Bad Harzburg

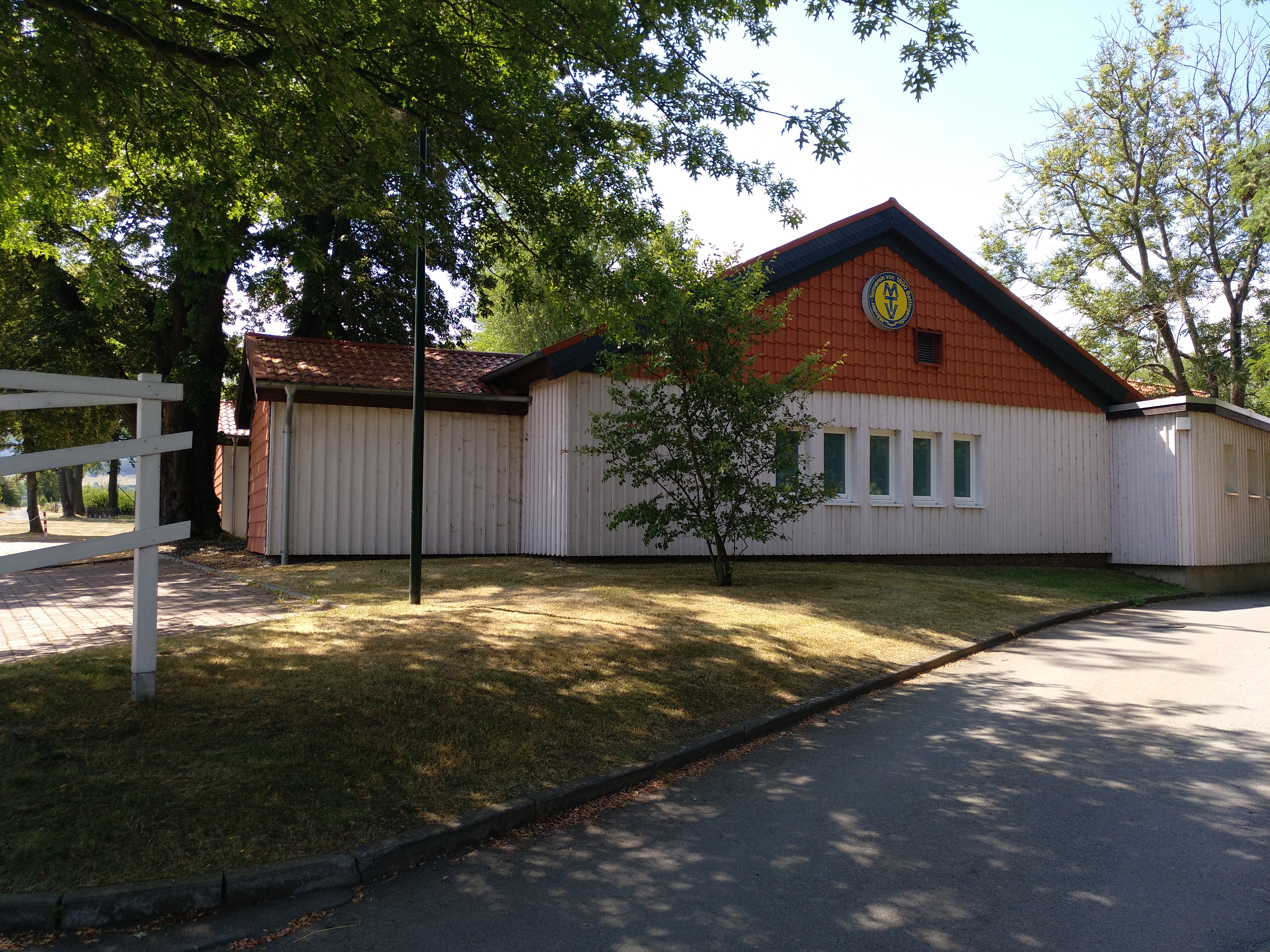
Turnhalle des MTV 1890 Bettingerode

### Bauwerke
- Dorfkirche Bettingerode

Die evangelisch-lutherische Dorfkirche an der Hauptstraße, deren Kirchengemeinde auch die Kirchen im benachbarten Westerode und Lochtum (Vienenburg) zugeordnet sind, gehört zur Propstei Vienenburg. Früher gehörte sie allerdings zu der Propstei Bad Harzburg. In der Kircheninschrift am Haupteingang ist festgehalten, dass sie um 1200 errichtet wurde und „das älteste Gebäude im Amte Bad Harzburg“ ist.

### Regelmäßige Veranstaltungen
- Traditionell existiert zwischen Bettingerode und Westerode ein Wettstreit, in welchem es um den Verzehr möglichst vieler Würste geht. Der letzte Wettbewerb dieser Art endete beinahe in Handgreiflichkeiten, sodass er seitdem ruht.[18]

### Vereine
- Der MTV Männer-Turnverein von 1890 Bettingerode e. V. bietet die Abteilungen Tischtennis, Turnen, Gymnastik und Wintersport an, genutzt wird die örtliche Turnhalle am Schlesierring.

## Wirtschaft und Verkehr

### Wirtschaft
Der Mittelstand ist in Bettingerode fest verwurzelt, insbesondere im handwerklichen und landwirtschaftlichen Bereich. Größter Betrieb in Bettingerode ist der Schlachterbetrieb Leiste, der neben dem Hauptsitz im Dorf weitere Zweigfilialen in Bad Harzburg und Goslar betreibt. Weiterhin befinden sich ein Hofcafé und ein Tätowierbetrieb als Gewerbe im Ort, zudem bietet ein Landwirtschaftsbetrieb ein Erdbeerfeld zum Selberpflücken an.

### Verkehr
Durch Bettingerode führen die Kreisstraßen K 30 (Westerode – Bettingerode – Lochtum; Hauptstraße) und K 42 (Harlingerode – Bettingerode – L 501/Eckertal). Über die K 42 besteht westlich von Bettingerode die Autobahnabfahrt Bad Harzburg-Harlingerode an der Bundesautobahn 369.
Durch den Ort führt die Buslinie 821 (Bad Harzburg – Westerode – Bettingerode – Lochtum – Vienenburg).

## Persönlichkeiten

### Söhne und Töchter des Ortes
- Johann Christoph Lüders (1803–1872), Industrieller, Industriepionier, Kommunalpolitiker und Kulturförderer

### Personen, die mit dem Ort in Verbindung stehen
- Ralf Abrahms (* 1958), Politiker (Grüne) und amtierender Bürgermeister in Bad Harzburg, wohnt hier